# Морец (река)
Морец — река в России, протекает по Фёдоровскому и Ершовскому районам Саратовской области. Устье реки находится в 597 км по правому берегу реки Малый Узень. Длина реки составляет 25 км.

## Данные водного реестра
По данным государственного водного реестра России относится к Уральскому бассейновому округу, водохозяйственный участок реки — Малый Узень. Речной бассейн реки — Бассейны рек Малый и Большой Узень (российская часть бассейнов).
Код объекта в государственном водном реестре — 12020000112112200000269.